# 莊人祥
莊人祥（1966年5月18日—）是出生於彰化縣鹿港鎮的中華民國公共卫生學者，現任衛生福利部疾病管制署署長。在嚴重特殊傳染性肺炎疫情時期為衛生福利部疾病管制署副署長、中央流行疫情指揮中心社區防疫組組長兼发言人，2023年2月22日升任疾管署署長。

## 生平
莊人祥已婚，育有一子一女。
1985年，莊人祥考取醫學系公費生，在就讀陽明醫學院期間，曾在臺中榮民總醫院實習（1990年12月至1992年5月），1992年7月取得醫師執照，隨後在陽明大學取得公共衛生學碩士，後赴美國哥倫比亞大學攻讀博士學位。
2003年返台後，回母校陽明大學任教。
2005年進入行政院衛生署疾病管制局（現為衛福部疾病管制署）工作至今。
2018年4月，同為鹿港人的施振榮藉由莊人祥牽線，促成宏碁與疾管署合作、開發「流感預報站」，運用人工智慧（AI）技術與健保大數據分析。
2022年6月14日，莊人祥確診2019冠狀病毒病，由防疫中心副組長羅一鈞暫代發言人的業務。
2022年6月22日，莊人祥確診2019冠狀病毒病康復，故出席防疫記者會

## 榮譽

### 中華民國勳章獎章
- 四等景星勳章（2024年5月14日於總統府頒授）[12]